# 大龍寺 (男鹿市)
大龍寺（だいりゅうじ）は、秋田県男鹿市にある曹洞宗の寺院。山号を海蔵山とする。本尊は釈迦如来。龍神の美女伝説をはじめ、鐘楼堂を兼ねた多宝塔は日本で唯一で、多くの文人が訪れた寺院。12000坪の敷地内に、広大な浄土式庭園を有する。秋田新四国八十八ヵ所第四十六番霊場。

## 歴史
永禄年中（1558年 - 1570年）にまでさかのぼる。男鹿半島女川に居して一帯を支配していた尾名川基季が、それまでは密教寺院であった当寺を天正5年（1577年）に仙台藩黒石から台厳俊鏡という禅僧を請して禅宗（曹洞宗）寺院として再興開山した寺で、尾名川氏の菩提寺であったが、後に脇本生鼻城主、安東安倍愛季（後に秋田城主となり秋田氏を名のる）が尾名川を滅ぼし、寺を脇本に移して安東家の祈願寺とした歴史がある。
その後、西洋美術史家で慶應義塾大学教授の澤木四方吉が亡くなった時に、父・澤木晨吉が別荘だった12000坪の屋敷を寺院に寄進し「楽水亭」としている。澤木と親交があった民俗学者であり歌人でもある折口信夫の歌碑がある。これは、姪の歌人・穂積生萩が折口の唯一の女弟子だったこともある。
日本海に棲む龍神が五衰三熱の苦悩から逃れる為に絶世の美女に化身し、俊鏡和尚のもとに通って来て得度してもらい、髪の毛を残していったと言う伝説があり、この龍髪の払子は俊鏡和尚が着用した藕糸織の二十五条という珍しい袈裟と、和尚の画いた龍影の図と共に今も寺宝として伝えられている。龍王殿には、勅号秀官一位「解脱飛龍大龍王」と「海蔵常安大亀王」が奉られており、開運・繁栄と厄除・安全の鎮守として世の信仰が厚い。

## 建築様式
多宝塔様式で全国でも五指に入る大きなもので、上階には大梵鐘があり、鐘楼堂を兼ねた多宝塔としては日本で唯一のものである。密教時代の名残りとして、約800年前の五輪塔が現存する。
開山堂には、十六羅漢像・三十三観音像があって、これは龍神信仰の厚い農民・漁民が明治時代初期に奉納したものである。